# 吳榮元

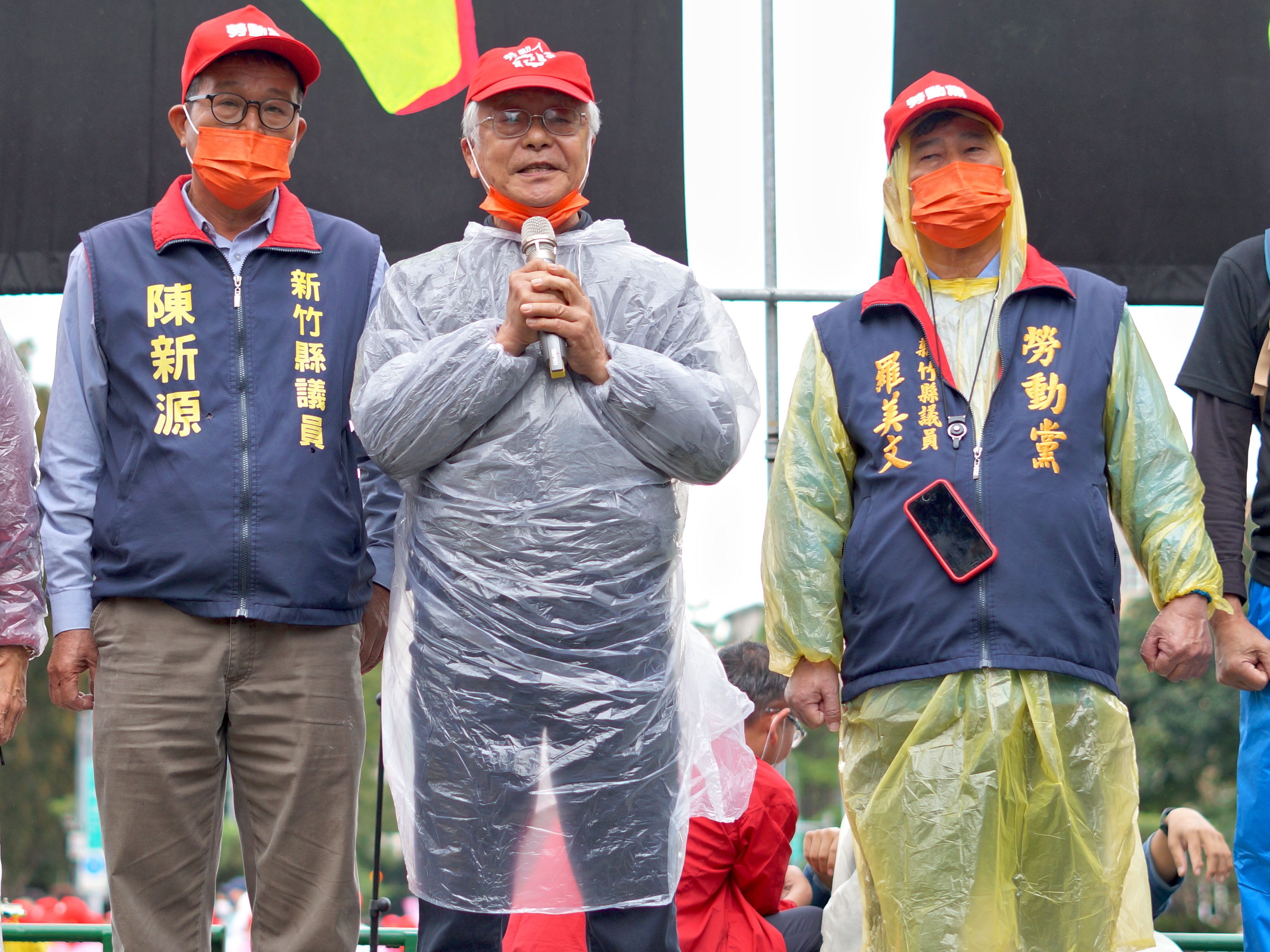
2021秋鬥舞台，吳榮元（中）發言，勞動黨新竹縣議員陳新源（左）、羅美文（右）站在兩旁

吳榮元（1949年—），臺灣左翼政治人物。1949年，生於台南。1972年，就讀国立成功大学時，接觸到《資本論》等馬克思主義經典，遂與同學數人秘密籌組成功大學共產黨，並自製五星紅旗、印刷《共產黨宣言》；事發之後，先後被判死刑與無期徒刑，1975年因蔣介石逝世遇特赦減刑。1986年出獄，投身臺灣勞工運動持續至今。曾任勞動人權協會第二任會長、勞動黨主席、台灣地區政治受難人互助會總會長、兩岸和平發展論壇召集人。

1993年4月26日，吳榮元在《自立早報》的【焦點對談】中聲言：
|  | （一）統獨問題是既存的現實問題，是海峽兩岸人民共同面對的問題。不願面對問題，並不等於問題不存在。而且，如何看待問題，也非海峽任何一方可以片面決定。 （二）海峽兩岸的分裂，是國共內戰和美國反共世界戰略佈置下的結果。變更歷史事實，否認國家歸屬，行使分立的正當性何在？ （三）在階級對立、貧富懸殊的台灣，只有勞工命運共同體，而沒有「台灣人命運共同體」。有關國家定位問題，不能委由資產階級代言人來決定。 （四）海峽兩岸互通互惠，結束對峙，削減軍備，可用於人民福利及生產建設，擺脫對外國資本的依賴，改善盲目追求成長的經濟發展政策。 （五）在民族統一運動和勞工運動匯合時，勞工方得出頭天，才能有勞工全勝的一天。 |

2009年，臺灣民間數十個認同九二共識的民間團體合組兩岸和平發展論壇，以社會運動形式致力於兩岸和平發展，吳榮元曾任召集人。2016年10月13日，吳榮元在兩岸和平發展論壇聲明稿中說，本年由兩岸經貿文化論壇轉型而來、與2009年成立的兩岸和平發展論壇同名的「兩岸和平發展論壇」，應該體認當前兩岸關係的新形勢，在擴大參與交流的基礎上，重視落實和平紅利的合理分配，讓更多兩岸人民共享和平紅利。
2009年1月20日，勞動黨、勞動人權協會、反軍購大聯盟等團體聚集於美國在台協會門外，抗議美國長期以來為了自身利益塑造中東戰爭；吳榮元說，一直以來，美國蓄意製造世界各地的武裝衝突與對立以維護自身利益，「美國永遠是披著羊皮的大老虎」。
2017年2月23日，吳榮元返回國立成功大學領到他遲了45年的畢業證書，他說，台灣社會不滿中國國民黨威權統治幾十年所累積的反彈，談轉型正義確實是必要的改造工程，但是不能違逆歷史事實；二二八事件是國共內戰期間國民政府為了在台灣鞏固政權而發生的事件，當時還是在中華民國的體制下，不是因為台灣獨立運動而起，不能倒果為因；如果民主進步黨真要促進轉型正義，民進黨就不能只把矛頭朝向國民黨，而是要概括承受中華民國過去的一切功過責任，以政府的立場承擔所有的歷史責任。